# Juan Martín Velázquez
Juan Martín Velázquez (ur. 19 listopada 2004 w General Levalle) – argentyński piłkarz występujący na pozycji skrzydłowego, od 2024 roku zawodnik Belgrano.